# Eldrine
Az Eldrine egy grúz rock együttes, akik Grúziát képviselték a 2011-es Eurovíziós Dalfesztiválon Németországban. A 2005-ben alakult grúz együttest Tamar Vadacskoria, Miheil Cselidze, Irakli Bibilasvili, Davit Csangosvili, Tamar Sekiladze és Beszo Csihelasvili alkotja.
A zenekar Tbilisziben és Jerevánban is adott koncertet. A Grúz Közszolgálati Televízió köztelevízió 2011. február 19-én rendezett nemzeti döntőjében a One More Day című dallal, megnyerték az országos döntőt. A zenekar előadására 2011. május 10-én az első elődöntőben került sor, a düsseldorfi Esprit Arénában.

## Lásd még
- 2011-es Eurovíziós Dalfesztivál
- One More Day
- Grúzia az Eurovíziós Dalfesztiválokon

## Külső hivatkozások
- Információk Grúzia Eurovíziós honlapján Archiválva 2013. október 5-i dátummal a Wayback Machine-ben
- Eldrine - One more day (Eurovision 2011 Georgia)